# Listă de OZN-uri care s-au prăbușit
Un OZN prăbușit se referă la prăbușirea la sol a unui obiect zburător neidentificat, fie că este vorba de un obiect/lucru extraterestru sau terestru. Termenul a fost inventat pentru incidentul de la Roswell (New Mexico, Statele Unite) din 1947. Din punct de vedere literal, prăbușirea unui OZN nu se referă neapărat la aeronave avansate suspectate ca fiind de origine extraterestră: poate fi vorba de prăbușirea unui meteorit, a unui balon meteorologic sau a unui sistem de lansare, acestea sunt considerate a fi obiecte zburătoare neidentificate până când se stabilește natura lor și cauza care le-a provocat. Publicul larg asociază însă termenul OZN cu civilizații și tehnologii extraterestre. Un adevărat expert în prăbușiri de OZN-uri a fost Leonard H. Stringfield, acesta a publicat mai multe cărți pe această temă, cea mai faimoasă fiind The UFO Siege! (1978). 
Aceasta este o listă cu presupuse OZN-uri prăbușite. Fenomenul este studiat în domeniul ufologiei. 
- Incidentul OZN de la Aurora[2][3], Texas (17 aprilie 1897) mai mult...
- Incidentul OZN din Munții Berwyn[4] [5](23 ianuarie 1974)
- Incidentul OZN de la Coyame (25 aprilie 1974)
- Incidentul OZN de la Del Rio, Texas
- Incidentul OZN de la Cota 611[6] (29 ianuarie 1986)
- Incidentul OZN de la Kecksbug (9 decembrie 1965)
- Incidentul OZN de la Laredo, Texas, (7 iulie 1948)
- Incidentul OZN de la Needles, California
- Incidentul OZN din Pădurea Rendlesham (sfârșitul lunii decembrie, 1980)
- Incidentul OZN de la Roswell (8 iulie 1947)
- Incidentul OZN de la Shag Harbour (octombrie 1967)
- Incidentul OZN de la Varginha (De-a lungul anului 1996)